# Afrodisiac
Afrodisiac — четвёртый студийный альбом американской R&B-певицы Брэнди Норвуд. Он был выпущен 25 июня 2004 года на лейбле Atlantic Records. Альбом был записан в основном в Лос-Анджелесе с весны 2003 по начало 2004 года, после нескольких серьезных изменений в личной и профессиональной жизни Брэнди. После рождения дочери и разрыва отношений с Биг Бертом, команда Брэнди подверглась капитальному ремонту, включая изменения в производстве, менеджменте и A&R. Альбом отличался от ее предыдущих работ: над большей частью композиций Бренди сотрудничала с продюсером Тимбалэндом и автором песен Кэндис Нельсон.
Поскольку многие из их новых отношений были результатом разрыва, Брэнди и Тимбалэнд были вдохновлены на эксперименты с различными звуками и влияниями, чтобы создать уникальный, индивидуальный звук, отличающийся от других R&B-музыки. В результате получился органичный, мягкий современный R&B-альбом, который экспериментировал с нью-йоркским стилем illbient, в который вошли эксцентричные хип-хоп брейкбиты, эмбиентные звуковые ландшафты, а также неортодоксальные сэмплы инди-рока и различных образцов киномузыки. Брэнди также продолжила экспериментировать со своим пением, предпочитая использовать более технические приемы контрапункта и многодорожечной записи в своих вокальных аранжировках. Автобиографический альбом, песни содержат интимные тексты, в которых певица обсуждает свою личную борьбу с созависимостью, моногамией, неуместной верностью и профессиональным стрессом.
После выхода Afrodisiac был отмечен критиками за зрелые тексты, вокал Брэнди и общее экспериментальное звучание. Альбом дебютировал на третьем месте в Billboard 200 с продажами 131 700 копий за первую неделю; в итоге он получил золотой сертификат Ассоциации звукозаписывающей индустрии Америки (RIAA). Afrodisiac был номинирован на несколько наград, включая премию Грэмми за лучший современный R&B альбом. Альбом породил три сингла, включая «Talk About Our Love» с участием Канье Уэста, который достиг топ-40 в Billboard Hot 100; а также «Who Is She 2 U» и «Afrodisiac». После выхода альбом в ретроспективе был назван предшественником альтернативного R&B, на который повлияли такие артисты, как Рианна и Соланж.

## Отзывы
| Совокупная оценка    | Совокупная оценка |
| Источник             | Оценка            |
| -------------------- | ----------------- |
| Metacritic           | 73/100            |
| Оценки критиков      |                   |
| Источник             | Оценка            |
| AllMusic             | [ 3 ]             |
| Blender              | [ 8 ]             |
| Entertainment Weekly | A−                |
| People               | [ 10 ]            |
| PopMatters           | [ 11 ]            |
| Rolling Stone        | [ 12 ]            |
| Slant                | [ 13 ]            |
| Stylus Magazine      | B−                |
| USA Today            | [ 15 ]            |
| Yahoo! Music UK      | [ 16 ]            |

Afrodisiac получил в целом положительные отзывы. Он стал самым высоко оценённым альбомом Брэнди на момент выхода, получив 73 балла из 100 по усредненным отзывам на Metacritic.
Энди Келлман из AllMusic дал альбому четыре звезды из пяти и похвалил его как «четвертое подряд сильное выступление Брэнди, […] снабженное рядом эффектных и эмоционально резонансных синглов, которые в итоге составляют ее самый совершенный сет на сегодняшний день». Дэвид Браун из Entertainment Weekly оценил альбом на A-, назвав его «самым мясным альбомом Брэнди на сегодняшний день», и поставил его на шестое место в своем личном списке десяти лучших по итогам года. Он нашел особое одобрение для Тимбалэнда, «который спродюсировал большую часть диска, увеличил бас, громкость и напряжение, когда смог, подкрепляя ее менее чем командный, мягкий голос». Автор Rolling Stone Джеймс Хантер, как и Келлман и Браун, сравнил альбом с «Джанет Джексон в ее лучшем виде: Она поп-звезда, но она максимально использует свои большие студийные бюджеты и следует за своей музой». Он описал альбом как «мейнстримовый соул с эксцентричными деталями и оттенками» и поставил альбому четыре звезды из пяти.
Автор Vibe Лора Чэкоуэй поставила Afrodisiac три с половиной звезды из пяти и отметила, что он «далек от приятной пушистости ее юных лет», и хотя она считает, что «знойный альт Бренди тонет в некоторых песнях», она признала, что «хотя музыкальная связь Бренди с Тимбалэндом — это то, что некоторые люди могут назвать совпадением, созданным на небесах, именно ее сумасшедшее, сексуальное, крутое возрождение является истинным блаженством этого четвертого пришествия». Стив Джонс из USA Today оценил альбом в три звезды из четырех и прокомментировал: "Тимбалэнд обеспечивает ее множеством фанк-инфузийных битов, под которые можно грувить, [и] хотя некоторые треки немного педантичны, Брэнди все равно чаще всего соблазнительна. Бен Сисарио, написавший для Blender и поставивший альбому три звезды из пяти, оценил альбом как «эпизод из телешоу Moesha: на этой неделе наша героиня с медовым голосом сбрасывает свою девичьесть и становится „женщиной, страстной женщиной“», ссылаясь на ее лирический макияж. В 2012 году, после выхода шестого студийного альбома Норвуд Two Eleven, Ноа Берлатски из The Atlantic назвал Afrodisiac «лучшим альбомом в карьере Брэнди и одним из величайших R&B-альбомов за последние 25 лет».

## Награды и номинации
| Год  | Награда                | Категория                                                        | Работа                | Результат | Ссылка |
| ---- | ---------------------- | ---------------------------------------------------------------- | --------------------- | --------- | ------ |
| 2004 | MTV Video Music Award  | Best R&B Video                                                   | «Talk About Our Love» | Номинация | [ 19 ] |
| 2004 | MOBO Award             | Best Collaboration                                               | «Talk About Our Love» | Номинация | [ 20 ] |
| 2005 | Grammy Award           | Премия «Грэмми» за лучший современный альбом в стиле ритм-н-блюз | Afrodisiac            | Номинация | [ 6 ]  |
| 2005 | Soul Train Music Award | Best R&B/Soul Album, Female                                      | Afrodisiac            | Номинация | [ 21 ] |

### Итоговые списки
Afrodisiac был назван четвертым лучшим альбомом 2004 года по версии Slant Magazine. Редактор издания Сал Чинквемани назвал его «разрушительным, но уверенным альбомом о разрыве [и] необычайно личной, часто душераздирающей R&B-записью». Дэвид Браун из Entertainment Weekly поставил альбом на шестое место в своем списке «Лучшая музыка 2004 года» и отметил, что «Бренди остается королевой R&B-шепота, но продюсеры, особенно всегда изобретательный Тимбаланд, компенсируют это драматическими, грохочущими, нестандартными ритмами и тонами, которые придают серьезность этой мучительной бывшей звезде юности. Все — ритмы, заунывные песни, подача Брэнди — кипит, но яростно». Альбом занял восьмое место в списке «10 лучших альбомов» Некесы Мумби Муди для Associated Press. Она написала, что " Afrodisiac « — „несомненно, лучший альбом Брэнди“. Начиная с автобиографических тем и заканчивая гипнотическими ритмами, этот альбом захватывает ваше внимание с первой же ноты и не желает быть проигнорированным» . Rolling Stone включил Afrodisiac в список «50 лучших записей 2004 года» и назвал его «не только ее лучшим, но и выдающимся R&B-диском года».
| Год  | Публикация           | Список                                      | Ранг | Ссылка |
| ---- | -------------------- | ------------------------------------------- | ---- | ------ |
| 2004 | Associated Press     | 10 Best Albums of 2004                      | 8    | [ 24 ] |
| 2004 | Entertainment Weekly | Best of 2004 Music                          | 6    | [ 23 ] |
| 2004 | Rolling Stone        | Top 50 Records of 2004                      | –    | [ 25 ] |
| 2004 | Slant Magazine       | Top 10 Albums of 2004                       | 4    | [ 22 ] |
| 2004 | Stylus Magazine      | The Top 40 Albums of 2004 (Alex Macpherson) | 12   | [ 26 ] |
| 2004 | Stylus Magazine      | The Top 40 Albums of 2004 (David Drake)     | 16   | [ 26 ] |
| 2007 | The Guardian         | 1000 Albums to Hear Before You Die          | –    | [ 27 ] |
| 2010 | Slant Magazine       | Best of the Aughts: Albums                  | 115  | [ 28 ] |

## Коммерческий успех
Afrodisiac дебютировал на третьем месте в американском хит-параде Billboard 200 — уступив только альбомам The Hunger for More Ллойд Бэнкса и Confessions Ашера — и на 4-м месте в Top R&B/Hip-Hop Albums, с продажами 131,700 копий в первую неделю.

## Список композиций
| №                   | Название                                        | Автор(ы)                                                                               | Продюсеры                                      | Длительность |
| ------------------- | ----------------------------------------------- | -------------------------------------------------------------------------------------- | ---------------------------------------------- | ------------ |
| 1.                  | «Who I Am»                                      | Уоррин Кэмпбелл Джои Кэмпбелл                                                          | Уоррин Кэмпбелл Брэнди Норвуд [b]              | 3:35         |
| 2.                  | «Afrodisiac»                                    | Kenisha Pratt Kenneth Pratt Isaac Phillips Тимбалэнд                                   | Тимбалэнд Норвуд [b]                           | 3:47         |
| 3.                  | «Who Is She 2 U»                                | Walter Millsap III Candice Nelson Mosley Leon Ware Jacqueline Hilliard                 | Тимбалэнд Норвуд [b]                           | 4:43         |
| 4.                  | «Talk About Our Love» (при участии Канье Уэста) | Канье Уэст Harold Lilly Carlos Wilson Louis Wilson Ricardo A. Wilson Claude Cave II    | Уэст Норвуд [b]                                | 3:34         |
| 5.                  | «I Tried»                                       | Millsap Nelson Mosley Уилл Чемпион Стив Харрис Крис Мартин Гай Берримен Джонни Бакленд | Тимбалэнд Норвуд [b]                           | 4:45         |
| 6.                  | «Where You Wanna Be» (featuring T.I.)           | Уэст Lilly                                                                             | Уэст Норвуд [b]                                | 3:32         |
| 7.                  | «Focus»                                         | Millsap Nelson Phillips Mosley                                                         | Тимбалэнд Норвуд [b]                           | 4:07         |
| 8.                  | «Sadiddy»                                       | Pratt Pratt Phillips Mosley                                                            | Тимбалэнд Норвуд [b]                           | 4:00         |
| 9.                  | «Turn It Up»                                    | Millsap Nelson Mosley                                                                  | Тимбалэнд Норвуд [b]                           | 4:13         |
| 10.                 | «Necessary»                                     | Rico Wade Patrick Brown Ray Murray Си Ло Грин                                          | Organized Noise Норвуд [b]                     | 3:59         |
| 11.                 | «Say You Will»                                  | Theron Feemster                                                                        | Ron "Neff-U" Feemster Big Chuck [a] Норвуд [b] | 3:50         |
| 12.                 | «Come as You Are»                               | Stephen Garrett Mosley                                                                 | Тимбалэнд Норвуд [b]                           | 3:44         |
| 13.                 | «Finally»                                       | Millsap Nelson Mosley Норвуд Ханс Циммер Ник Гленни-Смит Steven Stern Don L. Harper    | Тимбалэнд Норвуд [b]                           | 3:53         |
| 14.                 | «How I Feel»                                    | Millsap Nelson Erick Walls                                                             | Millsap Норвуд [b]                             | 4:41         |
| 15.                 | «Should I Go»                                   | Millsap Nelson Mosley Berryman Buckland Champion Martin                                | Тимбалэнд Норвуд [b]                           | 4:56         |
| Общая длительность: | Общая длительность:                             | Общая длительность:                                                                    | Общая длительность:                            | 61:19        |

| №                   | Название            | Автор(ы)              | Продюсеры            | Длительность |
| ------------------- | ------------------- | --------------------- | -------------------- | ------------ |
| 16.                 | «Nodding Off»       | Millsap Nelson Mosley | Тимбалэнд Норвуд [b] | 4:10         |
| Общая длительность: | Общая длительность: | Общая длительность:   | Общая длительность:  | 65:29        |

| №                   | Название                | Автор(ы)              | Продюсеры            | Длительность |
| ------------------- | ----------------------- | --------------------- | -------------------- | ------------ |
| 16.                 | «Sirens»                | Garrett Mosley        | Тимбалэнд Норвуд [b] | 3:59         |
| 17.                 | «Like It Was Yesterday» | Michael Flowers       | Mike City            | 3:53         |
| 18.                 | «Nodding Off»           | Millsap Nelson Mosley | Тимбалэнд Норвуд [b] | 4:10         |
| Общая длительность: | Общая длительность:     | Общая длительность:   | Общая длительность:  | 73:21        |

Замечания
- ↑  сопродюсер
- ↑  продюсер по вокалу

## Чарты
| Чарт (2004)                            | Высшая позиция |
| -------------------------------------- | -------------- |
| Австралия (ARIA)                       | 53             |
| Австралия Urban Albums (ARIA)          | 10             |
| Canadian Albums (Nielsen SoundScan)    | 34             |
| Канада R&B Albums (Nielsen SoundScan)  | 13             |
| Нидерланды (Album Top 100)             | 45             |
| Франция (SNEP)                         | 57             |
| Германия (Offizielle Top 100)          | 44             |
| Япония (Oricon)                        | 10             |
| Норвегия (VG-lista)                    | 34             |
| Шотландия (Scottish Albums Chart)      | 69             |
| Швеция (Sverigetopplistan)             | 45             |
| Швейцария (Schweizer Hitparade)        | 26             |
| Великобритания (UK Albums Chart)       | 32             |
| Великобритания (UK R&B Albums Chart)   | 13             |
| США (Billboard 200)                    | 3              |
| США (Billboard Top R&B/Hip-Hop Albums) | 4              |

## Сертификации
| Регион                                                      | Сертификация | Продажи  |
| ----------------------------------------------------------- | ------------ | -------- |
| Япония (RIAJ)                                               | Золотой      | 100 000^ |
| Великобритания (BPI)                                        | Серебряный   | 60 000^  |
| США (RIAA)                                                  | Золотой      | 500 000^ |
| ^ Данные о тиражах приведены только на основе сертификации. |              |          |